# Lwamba Chileshe
Lwamba Chileshe, né le 26 avril 1999 à Ndola en Zambie, est un joueur professionnel de squash représentant la Nouvelle-Zélande. Il atteint en avril 2023 la 86e place mondiale sur le circuit international, son meilleur classement. Il est champion de Nouvelle-Zélande en 2024.

## Biographie
Sa mère Helen est née au Kenya, a grandi à Tokoroa puis a déménagé en Zambie pour travailler dans l'enseignement et a joué au squash là-bas, où elle a rencontré Evans, le père de Lwamba Chileshe.Bien que Lwamba soit né en Zambie, la famille déménage à Christchurch alors qu'il avait environ neuf mois. Il est champion de Nouvelle-Zélande en 2024 s'imposant en finale face à son frère Temwa.

## Palmarès

### Titres
- Championnat de Nouvelle-Zélande : 2024